# Contea di Rucheng
La contea di Rucheng (汝城县S, Rǔchéng XiànP) è una contea della Cina, situata nella provincia di Hunan e amministrata dalla prefettura di Chenzhou.